# Jasenica (Valjevo)
Jasenica (Servisch cyrillisch Јасеница) is een plaats in de Servische gemeente Valjevo. De plaats telt 427 inwoners (2002).

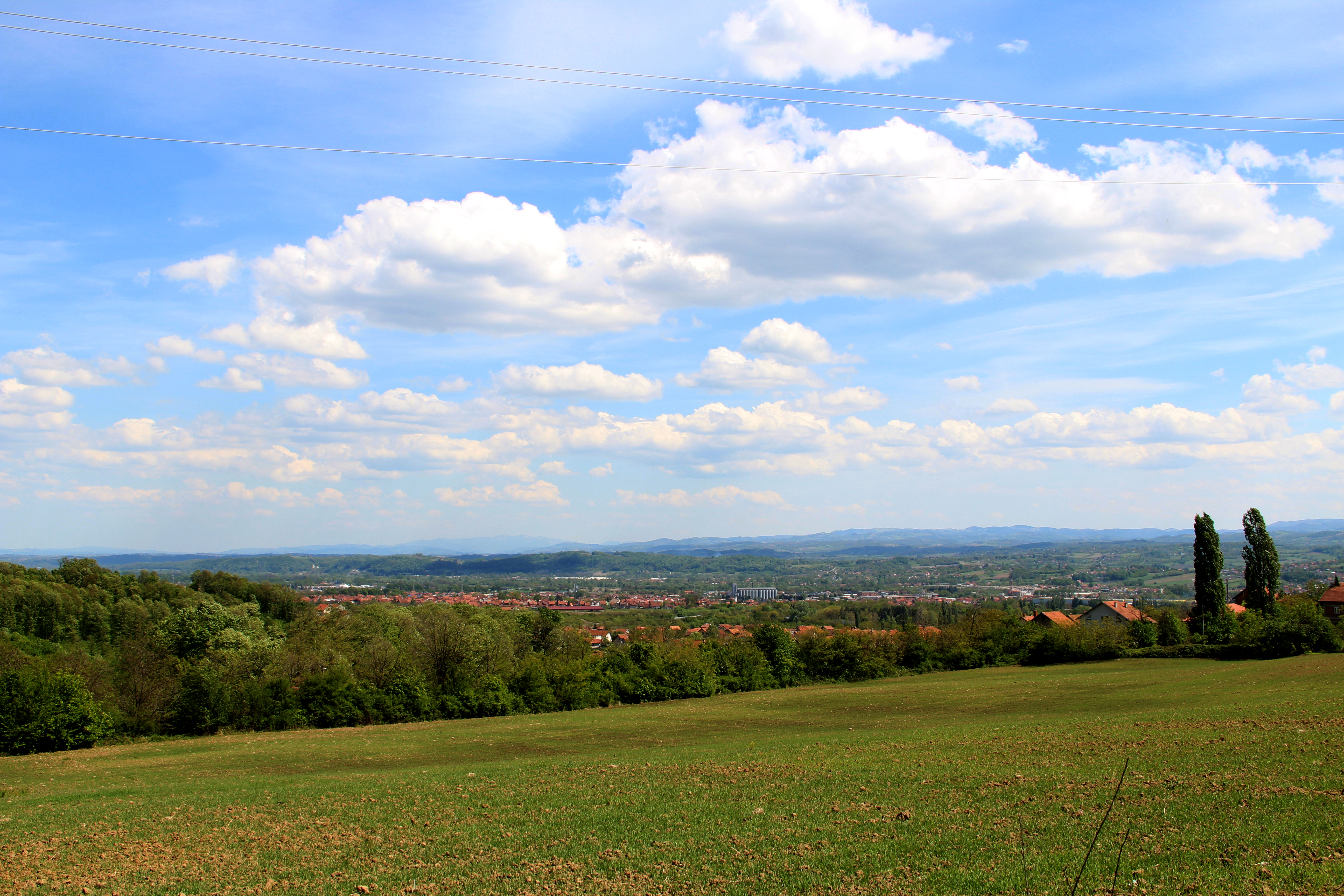
village Jasenica - panorama
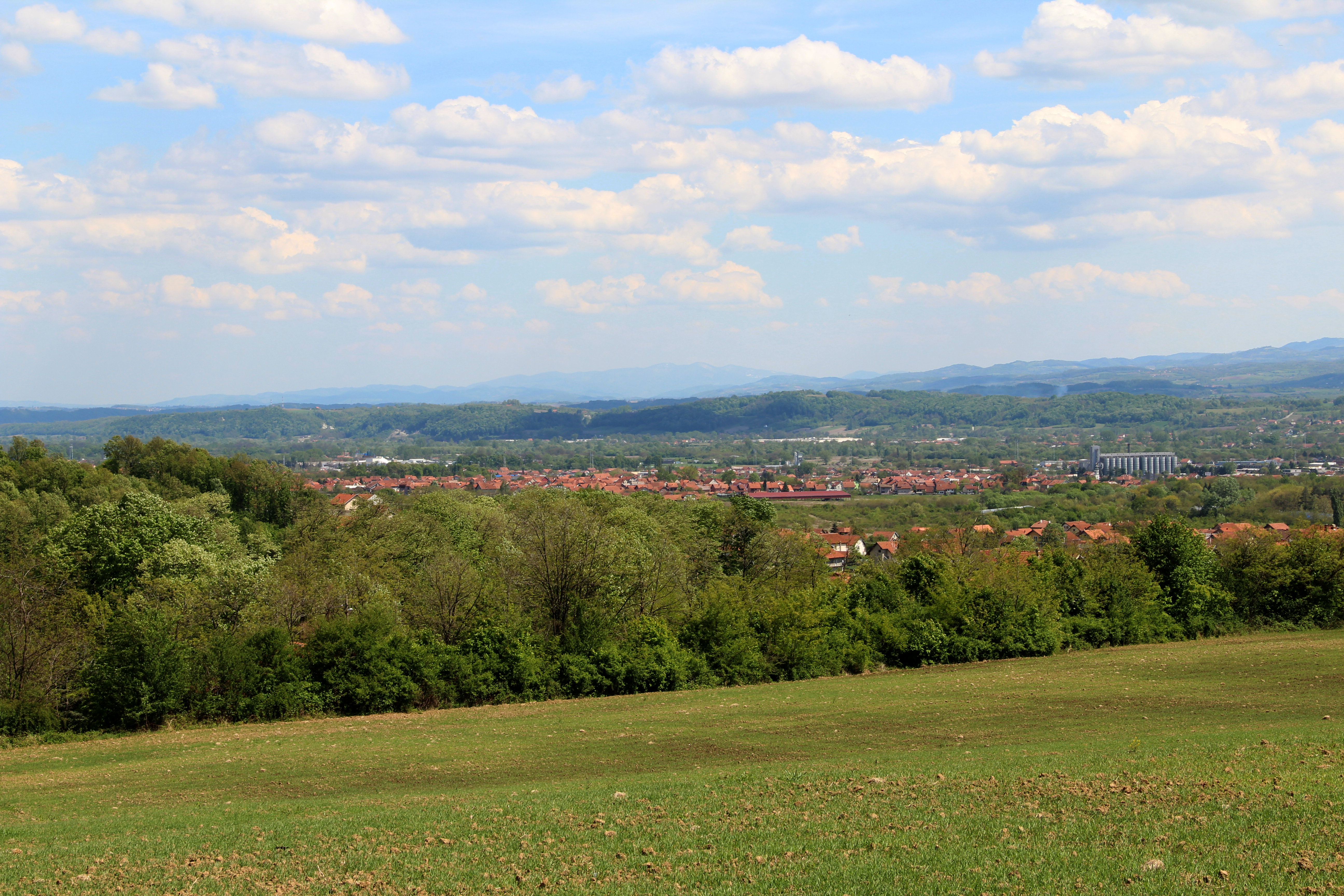
village Jasenica - panorama
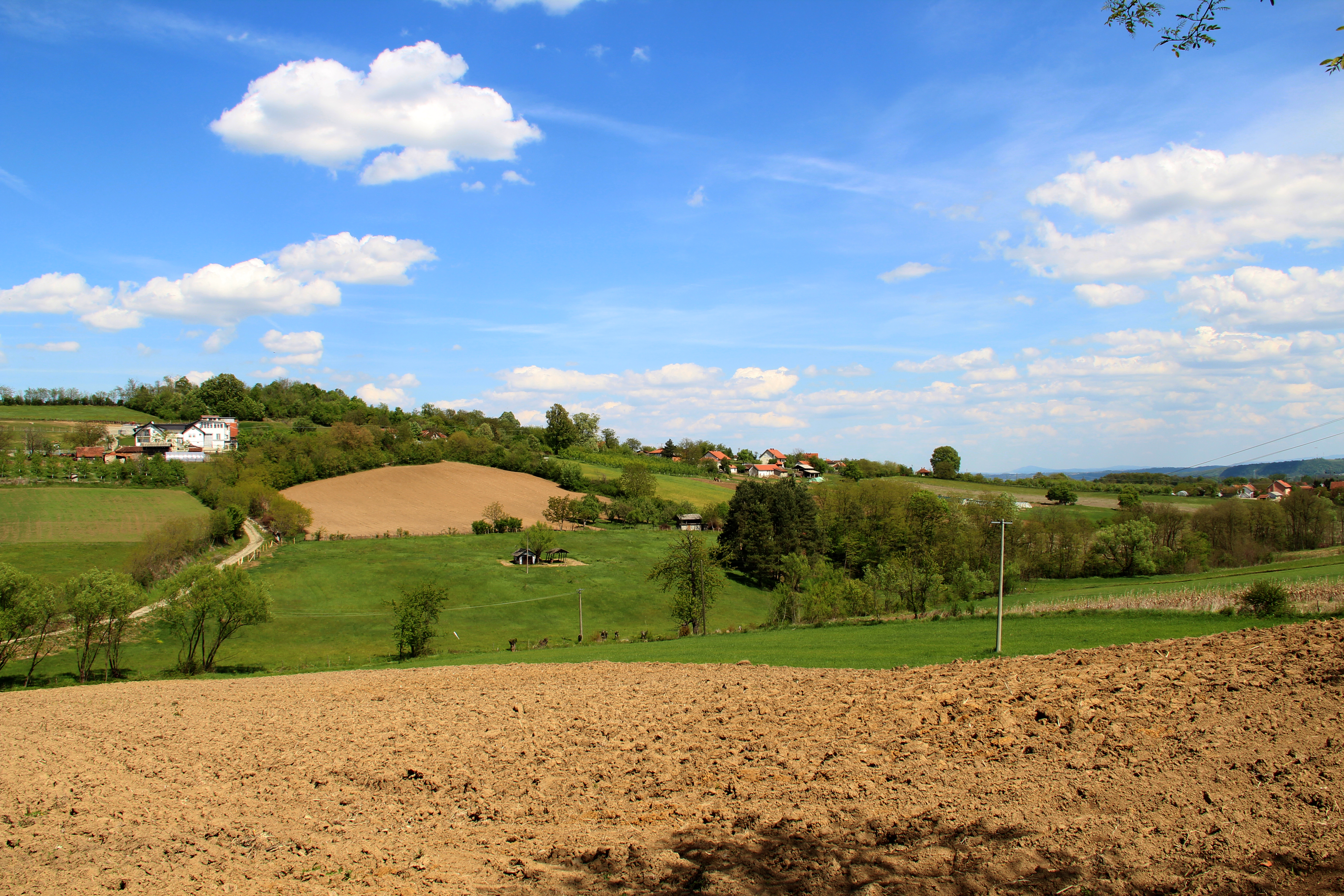
village Jasenica - panorama
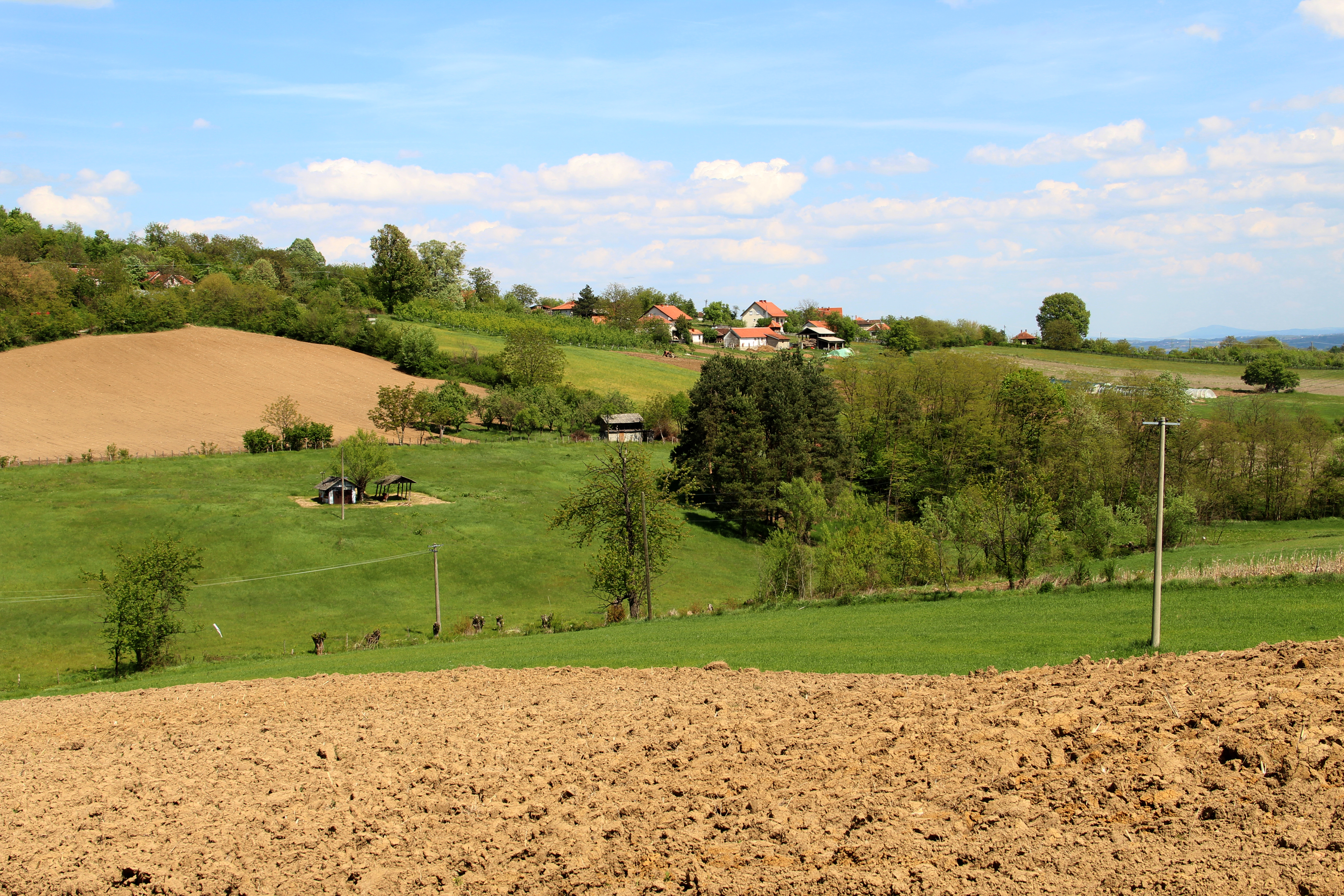
village Jasenica - panorama
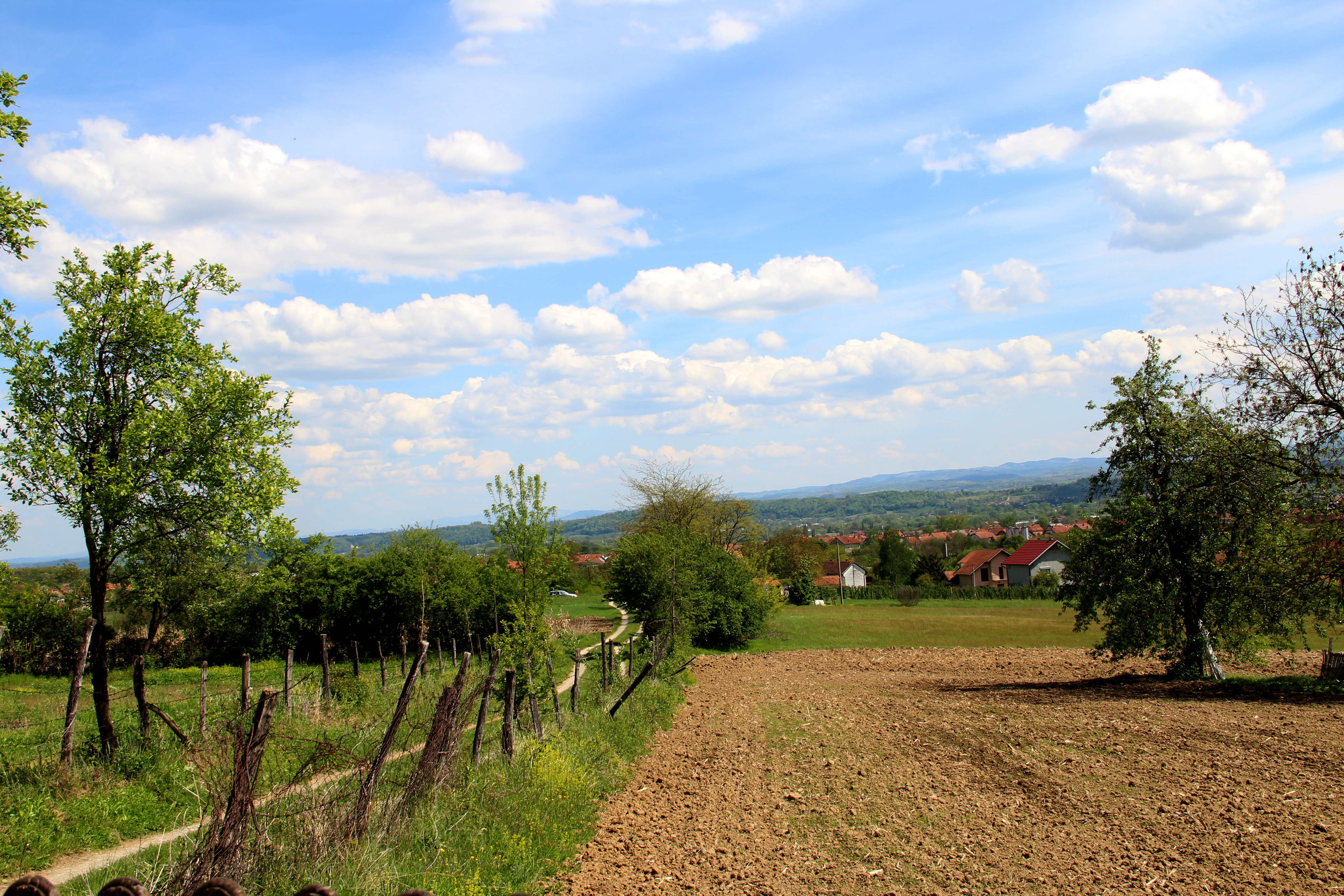
village Jasenica - panorama